# Stefan Cohn-Vossen

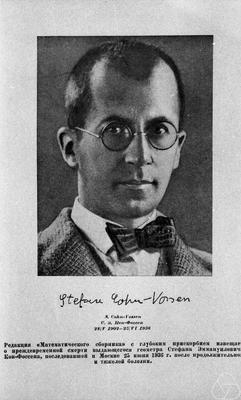
Stefan Cohn-Vossen

Stefan Cohn-Vossen (Breslau in het Duitse Keizerrijk, 28 mei 1902 - Moskou, 25 juni 1936) was een Duits wiskundige. Hij was actief als meetkundige en heeft bijdragen geleverd aan de differentiaalmeetkunde en Riemann-meetkunde.
Hij promoveerde in 1924 aan de universiteit van Breslau onder Adolf Kneser. In 1930 werd hij privaatdocent aan de universiteit van Keulen. Tijdens de Jodenvervolging door de nazi's werd hij uit zijn ambt gezet in 1933. Hij emigreerde dan via Zwitserland naar de Sovjet-Unie in 1934, waar hij hoogleraar werd aan de universiteit van Leningrad (1935) en Moskou (1936). In dat jaar overleed hij echter aan een longontsteking.
Zijn bekendste werk is Anschauliche Geometrie, samen met David Hilbert geschreven, een in begrijpelijke taal geschreven inleiding tot de meetkunde.

## Selectie van werken
- met David Hilbert: Anschauliche Geometrie. Springer 1932, 1996.
- "Singularitäten konvexer Flächen." Mathematische Annalen Vol. 97, Nr. 1, 1927, blz. 377-386.
- "Die parabolische Kurve", Mathematische Annalen, Vol. 99, Nr. 1, 1928, blz.. 273-308.
- "Unstarre geschlossene Flächen." Mathematische Annalen, Vol. 102, Nr. 1, 1930, blz. 10-29.
- "Kürzeste Wege und Totalkrümmung auf Flächen", Compositio Mathematica, Vol. 2, 1935, blz. 69-133.
- "Existenz kürzester Wege." Compositio Mathematica, Vol. 3, 1936, blz. 441-452. (postuum verschenen)
- "Die Kollineationen des n-dimensionalen Raumes", Mathematische Annalen, Vol. 115, Nr. 1, 1938, blz. 80-86. (postuum verschenen)